# Joinville-le-Pont
Joinville-le-Pont là một xã trong vùng hành chính Île-de-France, thuộc tỉnh Val-de-Marne, quận Nogent-sur-Marne, tổng Joinville-le-Pont. Tọa độ địa lý của xã là 48° 49' vĩ độ bắc, 02° 28' kinh độ đông. Joinville-le-Pont nằm trên độ cao trung bình là 280 mét trên mực nước biển. Xã có diện tích 2,31 km², dân số vào thời điểm 1999 là 17.117 người; mật độ dân số là 7410 người/km².

## Thông tin nhân khẩu
| 1936   | 1946   | 1954   | 1962   | 1968   | 1975   | 1982   | 1990   | 1999   |
| ------ | ------ | ------ | ------ | ------ | ------ | ------ | ------ | ------ |
| 14 151 | 13 612 | 15 657 | 17 797 | 17 467 | 17 608 | 16 934 | 16 657 | 17 117 |